# مارسيلينو غيرا
مارسيلينو غيرا هو مغني كوبي، ولد في 1914، وتوفي في 1996.